# Al Yaqoub Tower
L'Al Yaqoub Tower est un gratte-ciel construit à Dubaï.
La tour mesure 330 mètres de haut et a été inaugurée en 2013. Elle est surmontée d'une fausse horloge dépourvue d'aiguilles.